# Mancomunidad del Río Arandilla
Las localidades situadas a lo largo del cauce del río Arandilla, en la comarca burgalesa Ribera del Duero, constituyen la Mancomunidad Río Arandilla. 
Los municipios que la integran son:
- Arandilla
- Baños de Valdearados
- Brazacorta
- Coruña del Conde
- Fresnillo de las Dueñas
- Hontoria de Valdearados
- Peñaranda de Duero
- Quemada
- San Juan del Monte
- Tubilla del Lago
- Vadocondes
- La Vid y Barrios
- Zazuar

## Mancomunidad
Se constituyó por cuerdo de la Asamblea de Concejales de la Mancomunidad Río Arandilla, en sesión de 22 de octubre de 2007: Presidente: Alfonso Martínez Herrera, vicepresidente: José Luis Gayubo Velasco, tesorero: José Manuel Martínez Martínez. La sede de la mancomunidad se sitúa en Zazuar.

## Flora y fauna en la Mancomunidad del Río Arandilla
- Flora y vegetación en esta zona 
  - Agrícola y prados artificiales (Agrícola y prados artificiales)
  - Cultivo con arbolado disperso (Cultivo con arbolado disperso)
  - Pinares de pino carrasco (Bosque)
  - Matorral (Matorral)
  - Encinares (A.F.M. (Bosquetes))
  - Quejigares (A.F.M. (Bosquetes))
  - Pastizal Matorral (Pastizal Matorral)
  - Pinares de pino carrasco (Bosque Plantación)
  - Arbolado disperso coníferas y frondosas (Bosque)
  - Artificial (Artificial)
  - Pinares de pino piñonero (Bosque Plantación)
  - Mezclas de coníferas autóctonas con alóctonas (Bosque)
  - Prado (Prado)
  - Arbolado disperso de coníferas (Bosque Plantación)
  - Infraestructuras de conducción (Infraestructuras de conducción)
  - Choperas y plataneras de producción (A.F.M. (Riberas))
  - Acacia
  - Álamo, chopo (Populus)
  - Carrasca (Ilex aquifolium, Quercus coccifera, Quercus faginea, Quercus ilex)
  - Enebro (Juniperus communis)
  - Mocha, salguero o sauce blanco (Salix alba)
  - Olmo (Ulmus)
  - Roble (Quercus pyrenaica)
- Fauna en esta zona 
  - Anfibios
    - rana común rana común (Pelophylax perezi),
    - rana común (Rana perezi)
    - zampoño, sapo zampoño (sapo partero común) (Alytes obstetricans)
    - sapillo moteado común (Pelodytes punctatus)
    - sapillo pintojo ibérico (Discoglossus galganoi)

  - Aves
    - abejaruco europeo (Merops apiaster)
    - abubilla abubilla (Upupa epops)
    - agateador común (Certhia brachydactyla)
    - alcaraván común (Burhinus oedicnemus)
    - alcaudón común (Lanius senator)
    - alcotán europeo (Falco subbuteo)
    - alondra común (Alauda arvensis),
    - alondra totovía (Lullula arborea)
    - ánade real (azulón)
    - ánade real (azulón) (Anas platyrhynchos)
    - autillo europeo (Otus scops)
    - avión común (Delichon urbicum)
    - azor común (Accipiter gentilis)
    - bisbita arbóreo (Anthus trivialis),
    - bisbita campestre (Anthus campestris)
    - búho chico (Asio otus)
    - busardo ratonero (ratonero común) (Buteo buteo)
    - calandria común (Melanocorypha calandra)
    - carbonero común (Parus major)
    - carricero común (Acrocephalus scirpaceus),
    - carricero tordal (Acrocephalus arundinaceus)
    - cernícalo vulgar (Falco tinnunculus)
    - chochín (Troglodytes troglodytes)
    - chotacabras pardo (Caprimulgus ruficollis)
    - codorniz común (Coturnix coturnix)
    - cogujada común (Galerida cristata),
    - cogujada montesina (Galerida theklae)
    - colirrojo tizón (Phoenicurus ochruros)
    - collalba gris (Oenanthe oenanthe)
    - collalba rubia (Oenanthe hispanica)
    - corneja negra (Corvus corone)
    - críalo europeo (Clamator glandarius)
    - cuco común (Cuculus canorus)
    - cuervo (Corvus corax)
    - curruca capirotada (Sylvia atricapilla),
    - curruca carrasqueña (Sylvia cantillans),
    - curruca mosquitera (Sylvia borin),
    - curruca rabilarga (Sylvia undata),
    - curruca tomillera (Sylvia conspicillata),
    - curruca zarcera (Sylvia communis)
    - escribano hortelano (Emberiza hortulana),
    - escribano montesino (Emberiza cia),
    - escribano soteño  (Emberiza cirlus)
    - estornino negro (Sturnus unicolor)
    - focha común (Fulica atra)
    - gallineta común (polla de agua, pollona negra, gal gallineta común (polla de agua, pollona negra) (Gallinula chloropus)
    - golondrina común (Hirundo rustica)
    - gorrión chillón (Petronia petronia),
    - gorrión común (Passer domesticus),
    - gorrión molinero (Passer montanus)
    - grajilla occidental (Corvus monedula)
    - herrerillo común (Parus caeruleus)
    - jilguero (Carduelis carduelis)
    - lavandera blanca (aguzanieves) (Motacilla alba),
    - lavandera boyera (Motacilla flava)
    - lechuza común (Tyto alba)
    - buitre leonado (Gyps fulvus)
    - mirlo común (Turdus merula)
    - mochuelo común (Athene noctua)
    - mosquitero papialbo (Phylloscopus bonelli)
    - oropéndola europea u oriol oropéndola europea (Oriolus oriolus)
    - pájaro moscón europeo (Remiz pendulinus)
    - paloma doméstica (Columba domestica),
    - paloma doméstica (Columba livia/domestica),
    - paloma torcaz (Columba palumbus),
    - paloma zurita (Columba oenas)
    - pardillo común (Carduelis cannabina)
    - perdiz roja (Alectoris rufa)
    - petirrojo europeo (Erithacus rubecula)
    - pico picapinos (Dendrocopos major)
    - pinzón vulgar (Fringilla coelebs)
    - pito real (Picus viridis)
    - ruiseñor bastardo (Cettia cetti),
    - ruiseñor común (Luscinia megarhynchos)
    - tarabilla común (Saxicola torquatus)
    - terrera común (Calandrella brachydactyla)
    - tórtola europea (Streptopelia turtur)
    - triguero (Emberiza calandra)
    - urraca (Pica pica)
    - vencejo común (Apus apus)
    - verdecillo (Serinus serinus)
    - verderón europeo (Carduelis chloris)
    - zarcero común (Hippolais polyglotta)
    - tordo, zorzal común (Turdus philomelos)
    - tordo, zorzal charlo (Turdus viscivorus)

  - Mamíferos
    - conejo común (Oryctolagus cuniculus),
    - liebre ibérica (Lepus granatensis)
    - corzo (Capreolus capreolus)
    - erizo común (Erinaceus europaeus)
    - zorro (Vulpes vulpes)
    - jabalí (Sus scrofa)
    - lirón careto (Eliomys quercinus)
    - lobo (Canis lupus)
    - murciélago orejudo dorado (Plecotus auritus)
    - musaraña gris (Crocidura russula)
    - comadreja común (Mustela nivalis),
    - visón americano (Neovison vison)
    - nutria europea (Lutra ultra)
    - rata común (Rattus norvegicus),
    - rata de agua (Arvicola sapidus),
    - rata negra (Rattus rattus),
    - ratón casero (Mus musculus),
    - ratón de campo (Apodemus sylvaticus),
    - ratón moruno (Mus spretus)
    - tejón común (Meles meles)
    - topillo campesino (Microtus arvalis),
    - topillo lusitano (Microtus lusitanicus),
    - topillo mediterráneo (Microtus duodecimcostatus)

  - Crustáceo decápodo
    - cangrejo americano, cangrejo de río americano o cangrejo rojo americano (Procambarus clarkii)
    - cangrejo señal o cangrejo del Pacífico (Pacifastacus leniusculus)
    - cangrejo de río europeo o cangrejo de patas blancas o cangrejo autóctono de la península ibérica (Austropotamobius pallipes) (casi-totalmente extinto en libertad)

  - Peces continentales
    - barbo común (Barbus bocagei)
    - bermejuela (Chondrostoma arcasii)
    - boga del Duero (Chondrostoma duriense)

  - Reptiles
    - culebra viperina (Natrix maura)
    - lagartija ibérica  (Podarcis hispanica)